# Bahnstrecke Kiel Süd–Schönberger Strand
| DB-Baureihe 648 auf der Schwentinebrücke | |                                       |                                       |
| Streckenverlauf | |                                       |                                       |
| Streckennummer (DB): | 9107 Kiel Süd–Schönberg 9108 Schönberg–Schönberger Strand                                                     |                                       |                                       |
| Kursbuchstrecke: | 102v (1934) 102x (1939) 113s (1946) 133 Kiel Hbf–Kiel-Oppendorf 12131 Kiel–Schönberg–Schönberger Strand       |                                       |                                       |
| Streckenlänge: | 24,1 km |                                       |                                       |
| Spurweite: | 1435 mm (Normalspur)                                                                                          |                                       |                                       |
| Streckenklasse: | Kiel-Gaarden–Kiel-Oppendorf: D4 Kiel-Oppendorf–Schönberg (Holst): C2 Schönberg (Holst)–Schönberger Strand: B1 |                                       |                                       |
| Maximale Neigung: | Kiel-Gaarden–Kiel-Oppendorf: 16,67 ‰ Kiel-Oppendorf–Schönberg (Holst): 21,85 ‰                                |                                       |                                       |
| Minimaler Radius: | Kiel-Gaarden–Kiel-Oppendorf: 200 m Kiel-Oppendorf–Schönberg (Holst): 250 m                                    |                                       |                                       |
| Streckengeschwindigkeit: | Kiel-Gaarden–Kiel-Oppendorf:80 km/h Kiel-Oppendorf–Schönberg (Holst): 30 km/h                                 |                                       |                                       |
| Zugbeeinflussung: | Kiel-Gaarden–Kiel-Oppendorf: PZB 90                                                                           |                                       |                                       |
| | |                                       |                                       |
| \| \| 0,157 \| Kiel Süd \| Kiel Süd \| \| \| \| von Kiel Hbf \| \| \| \| \| von Meimersdorf \| \| \| \| \| Übergabegleis \| \| \| \| 0,700 \| Kiel Hbf (Ss) (Abzw) \| Kiel Hbf (Ss) (Abzw) \| \| \| \| nach Kiel-Wellsee \| \| \| \| \| nach Lübeck \| \| \| \| 0,750 \| Infrastrukturgrenze DB Netz/AKN \| Infrastrukturgrenze DB Netz/AKN \| \| \| 0,800 \| Infrastrukturgrenze Kiel Seehafen/AKN \| Infrastrukturgrenze Kiel Seehafen/AKN \| \| \| \| \| \| \| \| 0,885 \| Kiel Süd (Ss) (Abzw) \| Kiel Süd (Ss) (Abzw) \| \| \| \| nach Segeberg \| \| \| \| 1,000 \| Kiel-Gaarden (seit 1954) \| Kiel-Gaarden (seit 1954) \| \| \| 1,200 \| Kiel-Gaarden Bk \| Kiel-Gaarden Bk \| \| \| 1,851 \| Kiel-Gaarden BZ-Grenze \| Kiel-Gaarden BZ-Grenze \| \| \| 2,559 \| Kiel Schulen am Langsee \| Kiel Schulen am Langsee \| \| \| 3,722 \| Kiel-Ellerbek \| Kiel-Ellerbek \| \| \| 5,300 \| Kiel-Wellingdorf \| Kiel-Wellingdorf \| \| \| 5,710 \| Coop (Awanst) \| Coop (Awanst) \| \| \| 6,400 \| Schwentine (75 m) \| Schwentine (75 m) \| \| \| 6,900 \| Oppendorf (seit 1955) \| Oppendorf (seit 1955) \| \| \| 7,149 \| nach Kiel Ostuferhafen \| nach Kiel Ostuferhafen \| \| \| 8,400 \| Schönkirchen \| Schönkirchen \| \| \| 9,900 \| Landgraben \| Landgraben \| \| \| 12,400 \| Trensahl \| Trensahl \| \| \| 12,500 \| nach Laboe (bis 1945) \| nach Laboe (bis 1945) \| \| \| 13,400 \| Hagen (Holst) \| Hagen (Holst) \| \| \| 13,500 \| Hagener Au (5,5 m) \| Hagener Au (5,5 m) \| \| \| 14,100 \| Probsteierhagen \| Probsteierhagen \| \| \| 16,000 \| Passade \| Passade \| \| \| 18,000 \| Fiefbergen \| Fiefbergen \| \| \| 19,600 \| \| \| \| \| \| Schönberg (alter Bahnhof) \| \| \| \| 20,200 \| Schönberg (Holst) (seit 1914) \| Schönberg (Holst) (seit 1914) \| \| \| 20,586 \| Infrastrukturgrenze AKN/VVM \| Infrastrukturgrenze AKN/VVM \| \| \| 21,700 \| Stakendorf \| Stakendorf \| \| \| 24,100 \| Schönberger Strand \| Schönberger Strand \| \| \| \| \| \| \| Quellen: [1][2][3][4][5][6][7] \| \| \| \| | |                                       |                                       |
| Betriebs-/Güterbahnhof Streckenanfang | 0,157 | Kiel Süd                              | Kiel Süd                              |
| Strecke von rechts · Strecke | | von Kiel Hbf                          | von Kiel Hbf                          |
| Abzweig geradeaus und von rechts · Strecke | | von Meimersdorf                       | von Meimersdorf                       |
| Abzweig geradeaus und ehemals von links · Abzweig geradeaus und ehemals nach rechts | | Übergabegleis                         | Übergabegleis                         |
| Blockstelle · Strecke | 0,700 | Kiel Hbf (Ss) (Abzw)                  | Kiel Hbf (Ss) (Abzw)                  |
| Abzweig geradeaus und nach rechts · Strecke | | nach Kiel-Wellsee                     | nach Kiel-Wellsee                     |
| Abzweig geradeaus und nach rechts · Strecke | | nach Lübeck                           | nach Lübeck                           |
| Wechsel des Eisenbahninfrastrukturunternehmens · Strecke | 0,750 | Infrastrukturgrenze DB Netz/AKN       | Infrastrukturgrenze DB Netz/AKN       |
| Strecke · Wechsel des Eisenbahninfrastrukturunternehmens | 0,800 | Infrastrukturgrenze Kiel Seehafen/AKN | Infrastrukturgrenze Kiel Seehafen/AKN |
| Verschwenkung nach links · Verschwenkung nach rechts | |                                       |                                       |
| Blockstelle | 0,885 | Kiel Süd (Ss) (Abzw)                  | Kiel Süd (Ss) (Abzw)                  |
| Abzweig geradeaus und ehemals nach rechts | | nach Segeberg                         | nach Segeberg                         |
| Haltepunkt / Haltestelle | 1,000 | Kiel-Gaarden (seit 1954)              | Kiel-Gaarden (seit 1954)              |
| Blockstelle | 1,200 | Kiel-Gaarden Bk                       | Kiel-Gaarden Bk                       |
| Wechsel des Eisenbahninfrastrukturunternehmens | 1,851 | Kiel-Gaarden BZ-Grenze                | Kiel-Gaarden BZ-Grenze                |
| Haltepunkt / Haltestelle | 2,559 | Kiel Schulen am Langsee               | Kiel Schulen am Langsee               |
| Haltepunkt / Haltestelle | 3,722 | Kiel-Ellerbek                         | Kiel-Ellerbek                         |
| ehemaliger Bahnhof | 5,300 | Kiel-Wellingdorf                      | Kiel-Wellingdorf                      |
| Abzweig geradeaus und ehemals nach rechts | 5,710 | Coop (Awanst)                         | Coop (Awanst)                         |
| Brücke über Wasserlauf | 6,400 | Schwentine (75 m)                     | Schwentine (75 m)                     |
| Bahnhof | 6,900 | Oppendorf (seit 1955)                 | Oppendorf (seit 1955)                 |
| Abzweig geradeaus und nach links | 7,149 | nach Kiel Ostuferhafen                | nach Kiel Ostuferhafen                |
| Bahnhof | 8,400 | Schönkirchen                          | Schönkirchen                          |
| ehemaliger Bahnhof | 9,900 | Landgraben                            | Landgraben                            |
| ehemaliger Haltepunkt / Haltestelle | 12,400 | Trensahl                              | Trensahl                              |
| Abzweig geradeaus und ehemals nach links | 12,500 | nach Laboe (bis 1945)                 | nach Laboe (bis 1945)                 |
| ehemaliger Bahnhof | 13,400 | Hagen (Holst)                         | Hagen (Holst)                         |
| Brücke über Wasserlauf | 13,500 | Hagener Au (5,5 m)                    | Hagener Au (5,5 m)                    |
| Bahnhof | 14,100 | Probsteierhagen                       | Probsteierhagen                       |
| ehemaliger Haltepunkt / Haltestelle | 16,000 | Passade                               | Passade                               |
| ehemaliger Bahnhof | 18,000 | Fiefbergen                            | Fiefbergen                            |
| Verschwenkung von links · Verschwenkung von rechts (Strecke außer Betrieb) | 19,600 |                                       |                                       |
| Strecke · Kopfbahnhof Streckenende (Strecke außer Betrieb) | | Schönberg (alter Bahnhof)             | Schönberg (alter Bahnhof)             |
| Bahnhof | 20,200 | Schönberg (Holst) (seit 1914)         | Schönberg (Holst) (seit 1914)         |
| Wechsel des Eisenbahninfrastrukturunternehmens | 20,586 | Infrastrukturgrenze AKN/VVM           | Infrastrukturgrenze AKN/VVM           |
| Haltepunkt / Haltestelle | 21,700 | Stakendorf                            | Stakendorf                            |
| Kopfbahnhof Streckenende | 24,100 | Schönberger Strand                    | Schönberger Strand                    |
| | |                                       |                                       |
| Quellen: | |                                       |                                       |

Die Bahnstrecke Kiel Süd–Schönberger Strand ist eine 24 Kilometer lange, eingleisige und nicht elektrifizierte Nebenbahn in Schleswig-Holstein. Sie führt von der Landeshauptstadt Kiel über Schönkirchen und Probsteierhagen zum Ostseebad Schönberg (Holstein).
Die Kleinbahn-AG Kiel–Schönberg nahm die Strecke von Kiel Kleinbahnhof nach Schönberg (Holst) 1897 als Kiel–Schönberger Eisenbahn (kurz KSE) in Betrieb und verlängerte die Kleinbahn 1914 nach Schönberger Strand. Die Strecke ist im Volksmund als Hein Schönberg bezeichnet. Der Abschnitt Kiel Süd–Oppendorf wird nach dem gleichnamigen Fluss zusammen mit der Bahnstrecke Kiel-Oppendorf–Kiel Ostuferhafen auch als Schwentinebahn oder Schwentine-Bahn (kurz SB) bezeichnet.

## Geschichte

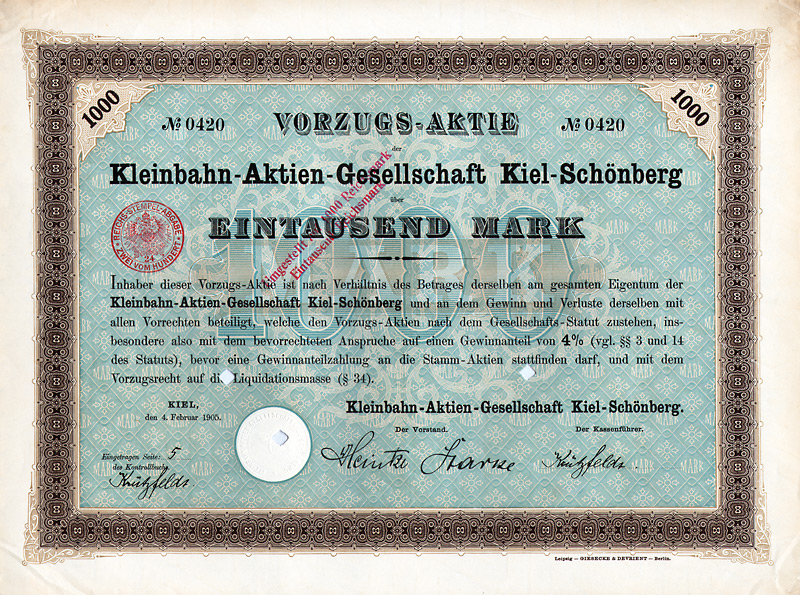
Vorzugsaktie über 1000 Mark der Kleinbahn-AG Kiel–Schönberg vom 4. Februar 1905

### Errichtung, Inbetriebnahme und erste Betriebsjahre
Die Bahnstrecke wurde von Lenz & Co GmbH erbaut und ging 1897 als Kleinbahn in Betrieb.
Am 22. Juli 1910 wurde die 4,2 Kilometer lange Anschlussbahn nach Neumühlen-Dietrichsdorf (heute Kiel Ostuferhafen) zum Ostufer der Kieler Förde in Betrieb genommen. Diese diente in früheren Zeiten der Belieferung der 1983 aufgegebenen Howaldtswerke sowie des Marineöldepots in Mönkeberg. Die Anschlussbahn versorgte von 1970 bis 2021 das Gemeinschaftskraftwerk Kiel und seit den 1980er-Jahren den Ostufer-Containerhafen.
Die Verlängerung der Strecke um vier Kilometer von Schönberg nach Schönberger Strand und der neue Durchgangsbahnhof in Schönberg zur Umfahrung des alten Kopfbahnhofs gingen am 18. Juni 1914 in Betrieb. Der Kopfbahnhof wurde als Güterbahnhof weitergenutzt.
Eine zweite, mit rund fünf Kilometern etwas längere Anschlussbahn existierte von Trensahl bis zum Marineartilleriearsenal Laboe. Darüber hinaus wurden während des Zweiten Weltkrieges mehrere Flugabwehrstellungen in der Probstei mit der Bahn erschlossen. In Stakendorf und Fiefbergen waren dafür Gleisanschlüsse vorhanden.

### Zweiter Weltkrieg und Nachkriegszeit
Die aus den Gleisanschlüssen resultierende militärische Bedeutung führte zu größeren Zerstörungen, so dass der Betrieb 1945 zeitweise zum Erliegen kam.
Trotz steigender Fahrgastzahlen konnte kein Überschuss mehr erwirtschaftet werden. Betriebsmittelpunkt war der Bahnhof Schönberg mit einem zweigleisigen Lokomotivschuppen, größere Untersuchungen wurden in der Werkstatt der Kleinbahn Kiel–Segeberg in Bornhöved durchgeführt.
1963 wurde die Bahn von Kleinbahn-AG Kiel–Schönberg umbenannt in Kiel–Schönberger Eisenbahn KSE (KSE war bis 1961 die Abkürzung für die Betriebsmittelpunkt) und 1966 in eine Gesellschaft mit beschränkter Haftung umgewandelt, an der die Deutsche Eisenbahn-Gesellschaft (DEG) keine Anteile mehr hielt. Der Betriebsführungsvertrag mit der DEG wurde noch einige Jahre fortgeführt. Kurz darauf wurde die Verwaltung und Betriebsleitung der KSE mit dem 1965 gegründeten Busunternehmen Verkehrsbetriebe Kreis Plön (VKP) zusammengelegt.

### Museumsbetrieb im Nordostabschnitt
Um einem Rückbau des Abschnitts Schönberg–Schönberger Strand zuvorzukommen, übernahm der Verein Verkehrsamateure und Museumsbahn diesen Abschnitt.
Im Bahnhof Schönberger Strand wurden 1978 in Lübeck Hauptbahnhof spielende Szenen der Fernsehserie Die Buddenbrooks gedreht, wofür ein Bahnsteigdach als Filmkulisse aufgestellt und danach stehen gelassen wurde. In den 1990er Jahren war der Bahnhof als Hauptbahnhof Stenkelfeld ein Drehort der für die Fernseh-Adaption der Radio-Comedy-Serie Stenkelfeld.
Der Abschnitt Schönberg–Schönberger Strand gelangte 1983 in das Eigentum der Gemeinde Schönberg.

### 21. Jahrhundert
Nachdem es 2007 Verhandlungen mit den VKP betreffend einer Übernahme oder Pachtung der Strecke durch den Verein Verkehrsamateure und Museumsbahn von Schönberg bis Schönkirchen gegeben hatte, einigte man sich mit der LVS, dem Landesverkehrsministerium und der VKP, die Betriebsführung zwischen Schönkirchen und Schönberg bis auf weiteres bei der VKP zu belassen. Im Winter 2007/2008 wurden umfangreiche Ausbesserungsarbeiten zwischen Landgraben und Passade durchgeführt, um die Befahrbarkeit der Gleise für die nächsten Jahre zu sichern. Im Zuge dieser Arbeiten wurde im März 2008 die Zufahrt in den alten (ersten) Bahnhof Schönberg (Holstein) abgebrochen. Das Bahnhofsgelände wurde in der Folge mit einem Supermarkt und Parkplätzen überbaut.
2007 wechselte der Abschnitt Kiel Süd–Oppendorf wie auch der Anschluss Oppendorf–Kiel Ostuferhafen in das Eigentum der Seehafen Kiel.
Die NAH.SH (vormals „Landesweite Verkehrsservicegesellschaft LVS“) plante, die Strecke Kiel–Schönberger Strand im Rahmen des Projektes StadtRegionalBahn Kiel zu reaktivieren. Dabei ist ein kombiniertes Bus-Bahn-Angebot vorgesehen, mit dem kleinere Gemeinden mittels Zubringerverkehr an die Bahnhöfe der Strecke angebunden werden. Die Fahrtzeit würde sich mit 30 Minuten im Vergleich zu den heutigen Busfahrzeiten halbieren.

### Planungen zur Wiederaufnahme des Personennahverkehrs
Im Frühjahr 2013 gründete sich eine Bürgerinitiative gegen die Reaktivierung der Kiel–Schönberger Eisenbahn. Insbesondere Bürger aus Probsteierhagen und weiteren kleineren Dörfern der Probstei befürchten eine schlechtere Anbindung ihrer Orte, erhöhten Verkehrslärm und eine steigende Unfallgefahr. Dem steht ein geplantes Bus-Bahn-Konzept gegenüber, dessen Buslinie die kleineren Orte weiterhin erschließen soll.
Die Landesweite Verkehrsservicegesellschaft Schleswig-Holstein (LVS) gab Mitte April 2013 bekannt, dass sie die Vorentwurfsplanungen für die Reaktivierung der Strecke zu großen Teilen fertiggestellt hat. Ab Herbst 2013 sollte mit dem 30 Millionen Euro teuren Ausbau begonnen werden. Die Höchstgeschwindigkeit sollte auf 80 km/h, teilweise auf 100 km/h, erhöht werden. Hierzu müssen zwei Abschnitte neu trassiert werden. Dabei soll die Strecke mit drei Kreuzungsbahnhöfen ausgestattet werden. Nach dem erfolgten Ausbau sollten ab Dezember 2016 Züge im Stundentakt zwischen dem Kiel Hauptbahnhof und Schönberger Strand verkehren.

### Nahverkehr auf der Teilstrecke Kiel–Oppendorf
Ab Juli 2013 wurde der neue Haltepunkt Kiel Schulen am Langsee am Bahnübergang an der Preetzer Straße errichtet, am 30. August 2013 eröffnet und der planmäßige Verkehr mit einem morgendlichen Zug am 2. September aufgenommen. Er sollte bereits im Oktober 2012 reaktiviert werden, um den Schülerverkehr auf dem Teilstück Innenstadt–Regionales Bildungszentrum Technik (RBZ) auf die Schiene zu verlagern. Diese Maßnahme konnte jedoch nicht rechtzeitig umgesetzt werden.
Zu Jahresbeginn 2014 pachtete die AKN Eisenbahn die Teilstrecke Kiel-Gaarden–Oppendorf von der Seehafen Kiel GmbH und begann als Infrastrukturbetreiber mit der Instandsetzung im Kieler Stadtgebiet Hintergrund war die von der NAH.SH geplante Betriebsaufnahme auf der Strecke bis Schönberger Strand. Die Zugleistungen sollten zunächst durch DB Regio erbracht werden. Dazu wurden ab 2016 in Ellerbek und Oppendorf zwei neue Haltepunkte errichtet, daneben sollten technische Erneuerungen der Strecke mit einem elektronischen Stellwerk (ESTW), neuer Signaltechnik in Oppendorf sowie neuer Sicherungstechnik der Bahnübergänge mit Lichtzeichenanlagen mit Halbschranken erfolgen.
Am 30. August 2016 fand der Spatenstich zum Neubau des Haltepunktes Ellerbek statt.

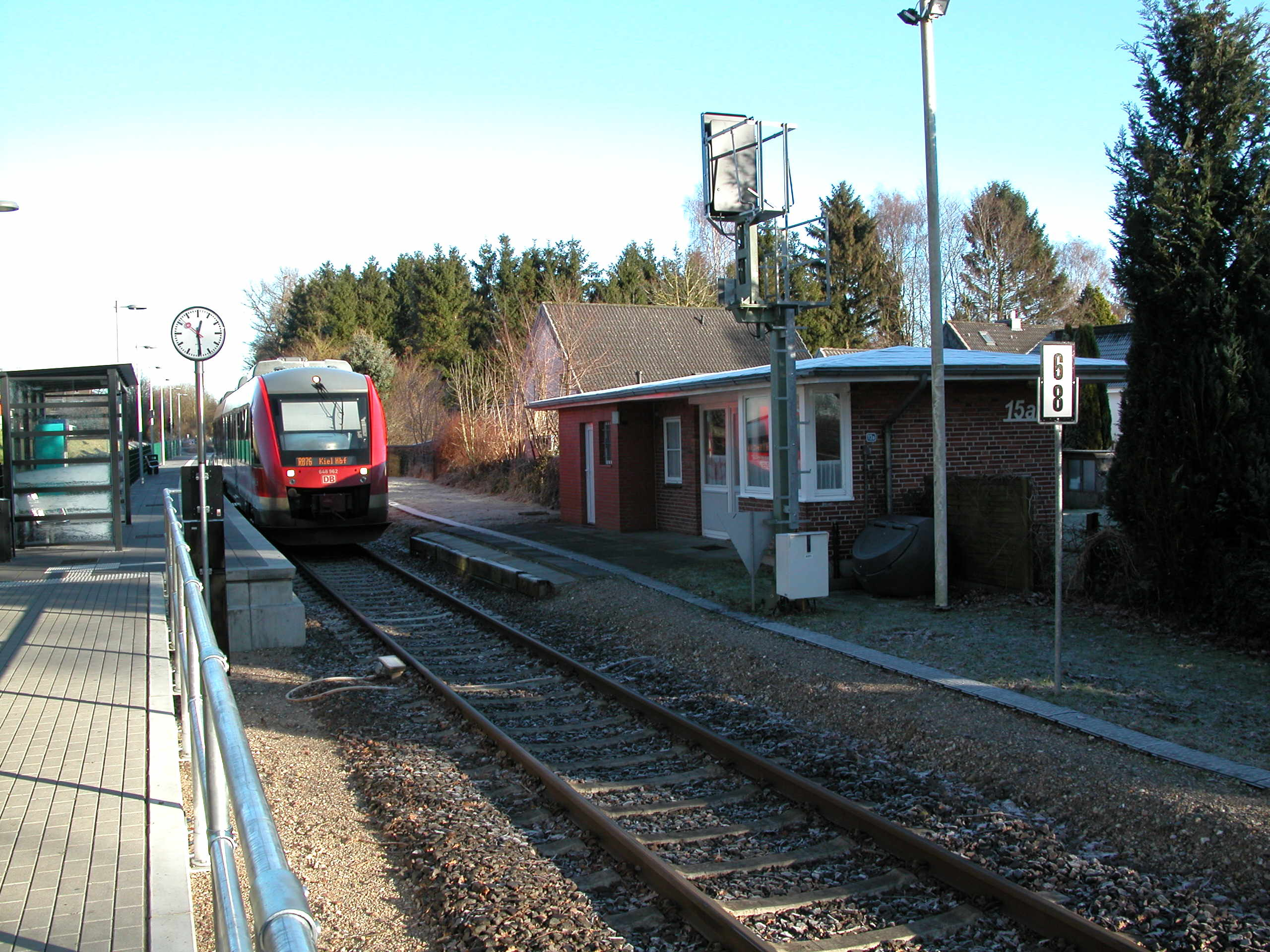
Bahnhof Oppendorf

Zur Kieler Woche im Juni 2017 wurden die teilweise verlegten und neu mit einem 76 cm hohen und 100 m langen Bahnsteig versehenen Haltepunkte Kiel-Ellerbek und Oppendorf in Betrieb genommen.

### Reaktivierung Oppendorf–Schönberger Strand
2018 übernahm die AKN Eisenbahn von den Verkehrsbetrieben Kreis Plön den Abschnitt von Kiel-Oppendorf bis Schönberg und begann mit der Sanierung zwischen Oppendorf und Trensahl.
Im März 2019 wurde bekannt, dass der weitere Ausbau zwischen Oppendorf und Schönberg mit bisher nicht bekannten Kosten verbunden ist. So besteht der Unterbau der Strecke aus Sand und nicht aus einem Schotterbett, so dass dieser gesamte Unterbau erneuert werden müsste. Dies würde die geplanten Kosten von 35 auf 50 Millionen Euro steigern. Die Vorarbeiten für die Reaktivierung der Strecke waren nahezu abgeschlossen. Nach dem Planfeststellungsbeschluss würden die Ausbauarbeiten für Haltepunkte und Gleisarbeiten im Herbst 2020 anlaufen. Der Termin für die Einführung des Stundentakts wurde mit frühestens 2022 angegeben.
Eine erneute Untersuchung ergab, dass das entscheidende Nutzen-Kosten-Verhältnis bei 1,2 (zuvor 1,3) liegt und somit weiterhin positiv hinsichtlich der Zuschüsse ist. Laut der Gutachter wurden weitere Sparmöglichkeiten betrachtet. So sollen zwei Umläufe reichen, um den Verkehr auf der 25 Kilometer langen Strecke betreiben zu können. Kostensenkend wirkt der Einsatz moderner Triebwagen, die das Land als Batterie-Züge beschaffen möchte. Die Gutachter gehen zudem davon aus, dass möglicherweise mehr als die bisher kalkulierten 2200 Fahrgäste täglich einsteigen.
Anfang 2021 begann die AKN Eisenbahn mit umfangreichen Sanierungsmaßnahmen. Der angestrebte Termin zur Wiedereröffnung war mangels Planungskapazität des Amtes für Planfeststellung nicht haltbar und wurde zunächst auf Ende 2025 verschoben. Im Juni 2022 wurde die Instandsetzung zwischen dem Bahnhof Probsteierhagen und dem Bahnübergang Eichsollskamp abgeschlossen, im weiteren Verlauf bis zum Bahnhof Schönberg fehlten noch Restarbeiten. Für den Abschnitt zwischen Schönberg und Schönberger Strand schlossen der Eigentümer, der Verein für Verkehrsamateure und Museumsbahn sowie die AKN Eisenbahn einen langfristigen Erbbaupachtvertrag, bevor dieser Abschnitt am 30. Juni 2023 zum Baugleis erklärt wurde, um im Oberbau die Kiesbettung durch einen Schotterbett mit Stahlschwellen zu ersetzen. Am 27. Juli 2024 wurde die Strecke wieder in Betrieb genommen – vorerst nur mit Museumszügen des VVM Verein Verkehrsamateure und Museumsbahn e. V. Am 5. Dezember 2024 wurde von Ministerpräsident Daniel Günther und Verkehrsminister Claus Ruhe Madsen ein neuer Zeitplan vorgestellt, wonach bis Ende 2025 nur der Abschnitt bis nach Schönkirchen realisiert werden soll. Der weitere Verlauf bis Probsteierhagen wurde auf Ende 2026 und der letzte Abschnitt bis Schönberger Strand auf Ende 2027 verschoben. Das Amt für Planfeststellung Verkehr Schleswig-Holstein übergab am 6. Februar 2025 den Planfeststellungsbeschluss an die AKN. Laut AKN-Chef Matthias Meyer werde geplant, an bis zu drei Stellen Linienverbesserungen vorzunehmen, um eine Streckengeschwindigkeit bis zu 80 km/h zu ermöglichen. Des Weiteren sollen zur Lärmminderung mehrere Schienenstegdämpfer installiert werden und es soll ein neuer Bahnhof in Probsteierhagen an der Lindenstraße (der Lage des ehemaligen Bahnhofs) entstehen. Für den Bau des Bahnhofs Schönkirchen und die Erneuerung der Brücke über die Hagener Au in Probsteierhagen wurde der Abschnitt Kiel-Oppendorf–Schönberg (Holst.) vom Februar 2025 bis November 2025 betrieblich gesperrt und zum Baugleis erklärt, so dass die Museumsbahn nur zwischen Schönberger Strand und Schönberg (Holst.) verkehren kann.

### Perspektive nach 2030 – Taktverdichtung zur S-Bahn-Linie
Der fünfte Landesweite Nahverkehrsplan (LNVP bis 2027) des Landes Schleswig-Holstein führt das Projekt eines Kieler S-Bahn-Netzes auf, das schrittweise ab 2027 und vollständig nach 2030 umgesetzt werden könnte. Für das gesamte Netz und damit auch für die Strecke nach Schönberger Strand ist vorgesehen, dass die bestehenden Regionalbahnlinien zu S-Bahn-Linien im Halbstundentakt verdichtet werden. Im Gegensatz zu den anderen projektierten Linien des Netzes ist über die laufende Streckenreaktivierung hinaus kein weiterer Ausbau notwendig, da Kreuzungsbahnhöfe in Schönkirchen, Probsteierhagen, Fiefbergen und Schönberg eingerichtet werden, mit denen der Halbstundentakt realisiert werden kann. Auch werden bereits alle für den S-Bahn-Verkehr geplanten Stationen vorhanden sein.

## Streckenbeschreibung

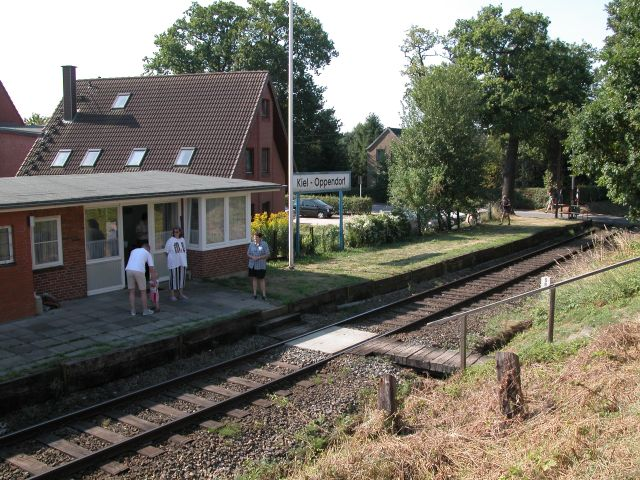
Bahnhof Oppendorf – bis 2011 Schrankenposten

### Verlauf
Die Strecke verläuft von Kiel über Gaarden Süd (aufgelassen), Kiel Schulen am Langsee, Ellerbek, Wellingdorf, Oppendorf, Schönkirchen, Landgraben, Muxall, Trensahl, Hagen, Probsteierhagen, Passade, Fiefbergen und Schönberg (Holstein) nach Schönberger Strand.
Südlich der Schwentine verläuft die Trasse größtenteils parallel zum Ostring (Bundesstraße 502) im Grüngürtel zwischen Schwanensee- sowie Stadtrat-Hahn-Park und den Kleingartenkolonien von Gaarden und Wellingdorf.
Bei km 7,149 (Lage) im Bahnhof Oppendorf zweigt die Anschlussbahn Oppendorf–Kiel Ostuferhafen zum Ostufer der Kieler Förde ab. Beim Haltepunkt Trensahl (Lage) begann die Anschlussbahn zum Marineartilleriearsenal Laboe. Bei km 19,6 (Lage) zweigte die ehemaligen Trasse zum ersten Bahnhof Schönberg ab.

### Kunstbauwerke
Das einzige größere Kunstbauwerk der Strecke ist die 72 Meter lange und 12 Meter hohe Brücke über die Schwentine (Lage) zwischen Wellingdorf und Oppendorf. Sie wurde als genietete Stahlfachwerkbrücke auf zwei Strompfeilern errichtet. Nach einer statischen Überprüfung wurden im Oktober 2018 aufgrund des Endes der Lebensdauer nach rund 120 Jahren für 2,1 Millionen Euro die Unterbauten saniert und durch Stahlbetonkopfbalken verstärkt sowie die drei Brückenfelder durch ähnlich aussehende geschweißte und geschraubte Stahlfachwerkkonstruktionen ersetzt.

## Fahrzeugeinsatz und Verkehr

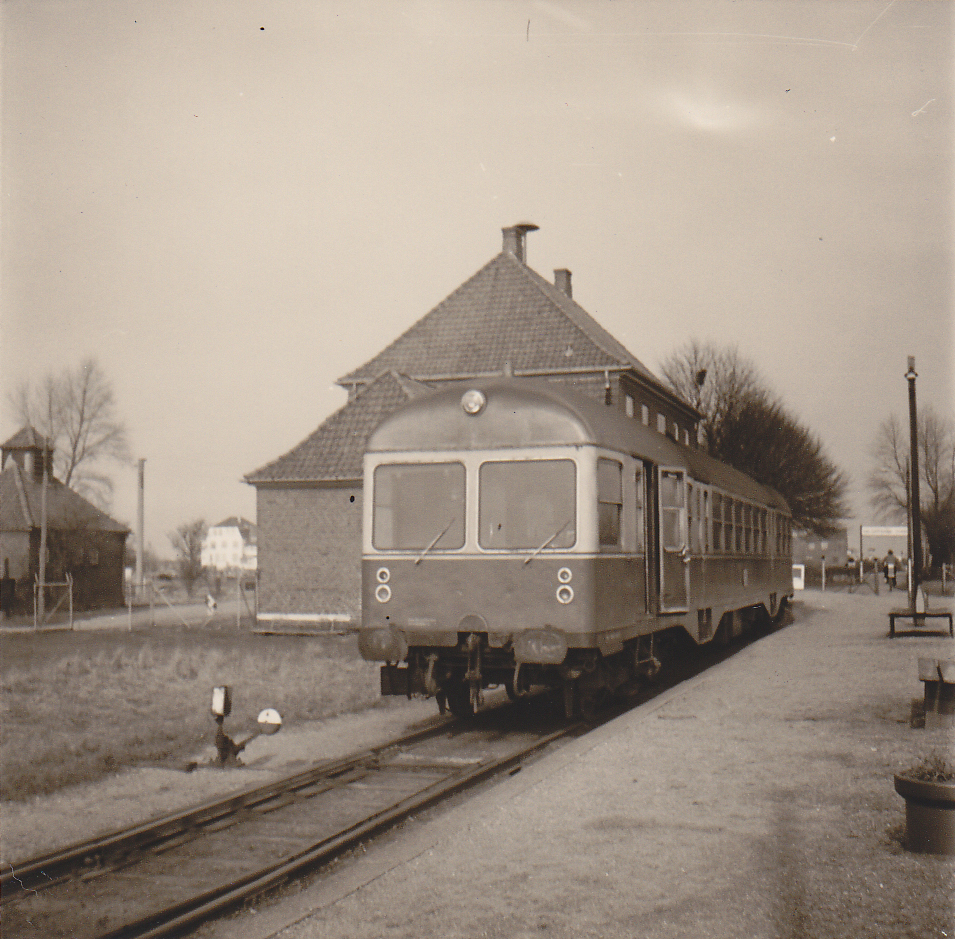
MaK GDT im März 1974 in Schönberger Strand

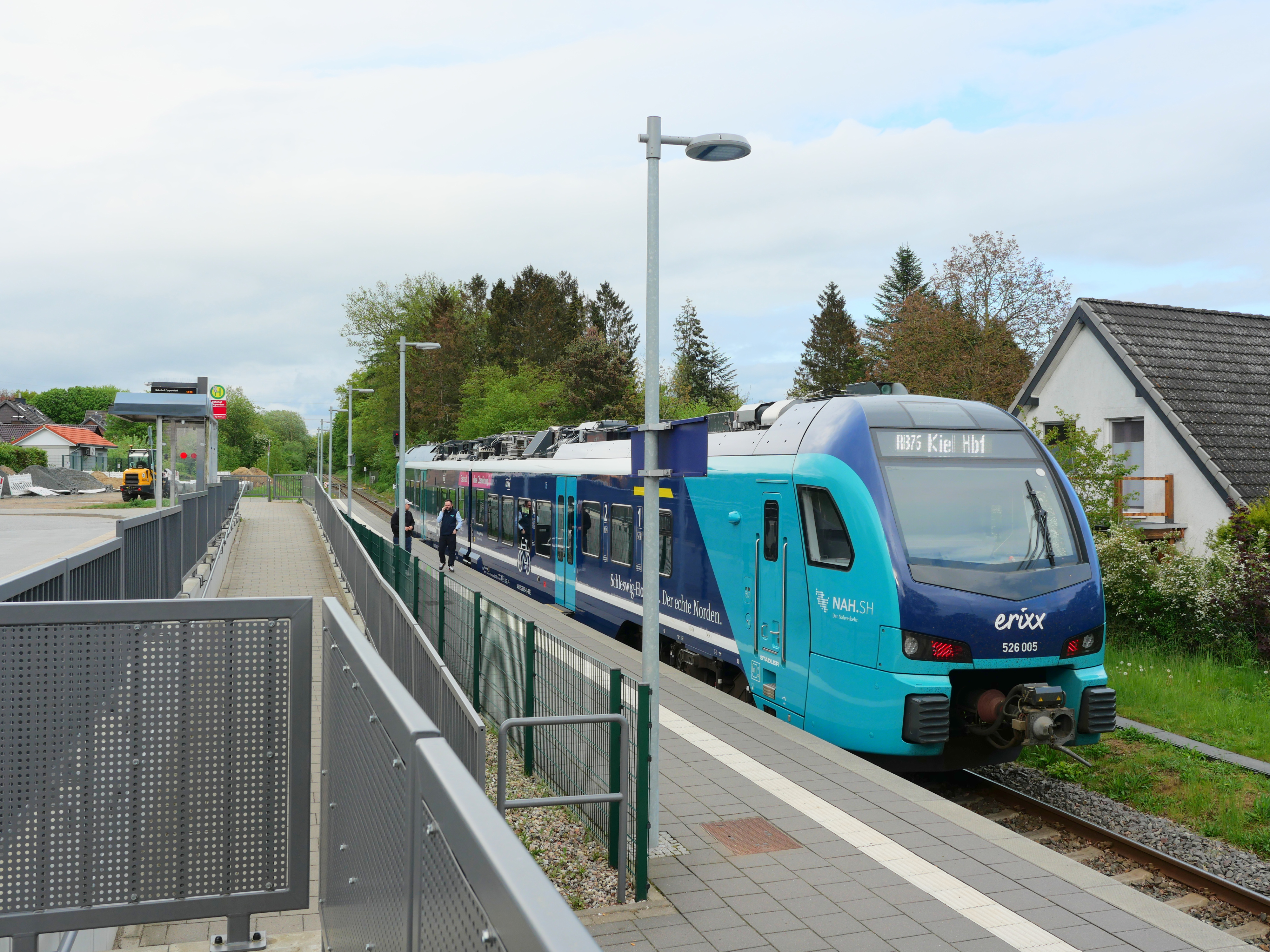
Erixx 526 005 in Kiel-Oppendorf (Mai 2024)

1914 setzte die Kleinbahn-AG Kiel–Schönberg werktags sieben und sonntags sechs Personenzugpaare zwischen Kiel und Schönberg ein. Mit Eröffnung des Streckenabschnitts verkehrten die Züge ab dem 18. Juni 1914 bis Schönberger Strand.
Im Kursbuch 1944 waren werktags vier und sonntags zwei Personenzugpaare zwischen Kiel Kleinbahnhof und Schönberg verzeichnet, davon ein Zugpaar nur auf besondere Anordnung weiter bis Schönberger Strand.
Ab 1953 wurde der Dieselbetrieb mit von Maschinenbau Kiel beschafften Großraumdieseltriebwagen des Typs GDT, genannt Silberlachs, aufgenommen und ab 1954 wieder über eine neue Gleisverbindung zur Bahnstrecke Kiel–Lübeck Kiel Hauptbahnhof als neue Endstation statt dem Kleinbahnhof angefahren. Zuvor endeten die Züge seit 1911 im gemeinsam mit der Kiel–Segeberger Eisenbahn (KSE) genutzten Kleinbahnhof in Gaarden Süd.
1966 wurden sonntags sieben Zugpaare gefahren, im Juli und August zusätzlich drei Eilzug-Paare, die nur in Kiel und in Schönberg hielten. Bei schönem Wetter kamen außer den eigenen Fahrzeugen auch fünf bis sechs angemietete n-Wagen (Silberlinge) der Deutschen Bundesbahn zum Einsatz. Es wurden jährlich etwa 600.000 Fahrgäste und 100.000 Tonnen Güter befördert. Der Güterverkehr wurde aber hauptsächlich durch die Bedienung des Ostuferhafens und des Anschlusses nach Dietrichsdorf erbracht.
Der reguläre Personenverkehr mit den MaK-Triebwagen endete am 31. Mai 1975. Das danach werktäglich verkehrende Zugpaar mit Diesellok V61 und Beiwagen 181 (ein zum Beiwagen umgebauter GDT der ehemaligen Kiel–Segeberger Kleinbahn) verkehrte noch bis zum 16. Januar 1981.
Nach der Aufgabe des Streckenabschnitts Schönberg–Schönberger Strand durch die KSE 1975 verkehren seit dem Sommer 1976 in den Sommermonaten Züge des Vereins Verkehrsamateure und Museumsbahn (VVM) als Museumseisenbahn. Zum Bestand gehören unter anderem die ehemaligen Wagen 1 und 15 der KSE. Am Endbahnhof Schönberger Strand wurde 1993 zusätzlich eine Museumsstraßenbahn errichtet.
Nach 1981 wurde nur Güterverkehr zum Ostuferhafen durch die Verkehrsbetriebe Kreis Plön (VKP) durchgeführt und die Strecke Schönkirchen–Schönberg bis 2006 für Lokleerfahrten zum Depot in Schönberg genutzt. Mit Übernahme der Verkehrsleistungen zum Ostuferhafen durch die Seehafen Kiel (SK) trennten sich die VKP 2006 von ihrem letzten Eisenbahnfahrzeug, der V155 des Typs MaK G 1205 BB.
Von 2009 bis 2012 wurde die Strecke von Kiel bis Schönberger Strand zusätzlich von DB Regio von Juli bis September an ausgewählten Wochentagen und Uhrzeiten (beispielsweise anlässlich der Kieler Woche) mit Triebwagen und teilweise mit beigestellten Wagen der Museumsbahn befahren. Aber auch seitdem verkehren zur Kieler Woche am Wochenende durchgehende Züge auf der Strecke, 2017 im Zweistundentakt.
Zwischen Kiel Hauptbahnhof und Oppendorf verkehren seit dem 4. September 2017 täglich im Stundentakt Regionalbahn-Züge der Regionalbahn Schleswig-Holstein unter der Linienbezeichnung RB 76. Im Mai 2020 wurden die ab dem Fahrplanjahr 2023 auf dieser Strecke zu erbringenden Regionalverkehrsleistungen ausgeschrieben. Den Zuschlag erhielten die Osthannoverschen Eisenbahnen. Deren Tochterunternehmen Erixx Holstein übernahm im Dezember 2022 den Personennahverkehr auf der Strecke. Da Erixx zu wenig Triebfahrzeugführer zur Verfügung standen, fand bis Ende September 2023 jedoch nur Schienenersatzverkehr statt. Lediglich vom 1. bis 14. Mai 2023 sowie während der Kieler Woche vom 16. bis 25. Juni 2023 fuhren Züge. Am 1. Oktober wurde der Verkehr mit neuen Akkutriebwagen vom Typ Stadler Flirt aufgenommen.